# Јанча Јовановић
Јанча Јовановић Балџија (Врање, 1845 – Врање, 1899) био је трговац, кожар и ужар. Био је велики задужбинар.

## Биографија
Био је ожењен Катарином са којом је имао четири кћери: Станиславу, Софију, Наталију и Лепосаву.
Балџија је био и председник Врањске општине и посланик у Скупштини Краљевине Србије. Иза себе је оставио неизбрисив траг, не само као пословно успешан и богат човек, већ и као задужбинар који саградио хотел у Врању и позориште, које са хотелом представља јединствени грађевински објекат. Био је један од донатора средстава за изградњу касарне у Врању. Такође је саградио и зграду у којој је била смештена пошта.
Као момак и после женидбе, живео је у својој старој породичној кући у Врању, данас Улица Цара Душана. На месту старе породичне куће Јанче Јовановића Балџије, данас се налази Управа предшколске установе Наше дете.
Несрећним случајем 1899.годинеје преминио. Наиме према причама старих Врањанаца, Балџија је осушене и припремљене коже стављао на запрежна кола, свом снагом је повукао конопац да затегне товар и тада је дошло до кидања ужета тако да је Балџија свом снагом ударио потиљком о први степеник куће и остао на месту мртав.

## Друштвено и политичко деловање Јанча Јовановић Балџија
Балџија је био веома успешан трговац кожом и ужадима. Како је кожу паковао ради транспорта у велике бале, добио је свој надимак Балџија.
Био је крупан и веома снажан човек те га је Хусеин паша, када је одлазио из Врања унајмио да му помогне у преносу драгоцености до Турске. Једно магаренце је наводно било доста натоварено, теже се кретало, заостајало за караваном, па је Балџија, када су дубоко зашли у шуму, искористио ситуацију и неопажено се са магаретом натовареним златом вратио у Врање.Као и свака друга чаршијска прича и ова није сасвим поуздана. Био је политички ангажован и године 1893. био је представник Народне скупштине Краљевине Србије.
Било како било, Јанча Јовановић Балџија је велики део свог огромног богатства оставио Врању. Саградио је хотел у чијем саставу је била и позоришна сала (коришшћена за костим маскен балове ондашњих глумаца Врања и гостујућих аматера и грађанства вароши). Учествовао је у изградњи касарне, саградио зграду поште, био иницијатор и учествовао у изградњи градског парка идр.
Поред тога што је био угледан трговац, богат човек, био је врло друштвено активан, посланик и председник Општине Врања. Балџија је обележио једно време на прелазу из отоманког ропства у слободну Краљевину Србију.
Балџија је и данас присутан у граду, кроз објекте које је оставио Врању и Врањанцима. Стога и заслужује да буде упамћен по добру које је за живота чинио као добротвор Врањски.